# Анес Рушевић
Анес Рушевић (Нови Пазар, 2. децембар 1996) је српски фудбалер.

## Каријера
Рушевић је прошао млађе категорије Новог Пазара. Наступајући за омладинце Новог Пазара био је најбољи стрелац Омладинске лиге Србије са 21 постигнутим голом. У јануару 2015. године је потписао трогодишњи уговор са Новим Пазаром. Своју прву утакмицу у Суперлиги Србије одиграо је против Јавора. У јануару 2017, Рушевић је напустио Нови Пазар и потписао трогодишњи уговор са белоруским БАТЕ Борисовом. Годину дана касније се вратио у српски фудбал и потписао за Напредак из Крушевца. Након тога је играо и за Пролетер и Јавор.